# Сун Шилунь
Сун Шилу́нь (кит. упр. 宋时轮, пиньинь Sòng Shílún, 10 сентября 1907 — 17 сентября 1991) — генерал НОАК.

## Биография
Сун Шилунь родился в 1907 году в уезде Лилин провинции Хунань в крестьянской семье. В 1921 году поступил в уездную среднюю школу, с 1923 года работал в Чанша. 13 апреля 1926 года поступил в Академию Вампу в Гуанчжоу. В январе 1927 года вступил в КПК, участвовал в Великом походе, командовал 30-й армейской группой, 28-й армейской группой. В годы Войны сопротивления Японии был командиром 716-го полка 358 бригады 120-й дивизии 8-й армии, затем в годы гражданской войны командовал 9-м корпусом 3-й полевой армии.
В годы Корейской войны Сун Шилунь был заместителем командующего Китайскими народными добровольцами и командиром 9-го корпуса КНД, именно его войска окружили дивизию американской морской пехоты во время битвы при Чосинском водохранилище.
В 1952 году Сун Шилунь был возвращён в КНР и стал начальником Высшего пехотного училища. В ноябре 1957 года он стал первым заместителем директора НИИ военного дела НОАК. В годы Культурной революции подвергся репрессиям, к работе смог вернуться лишь в октябре 1972 года, став директором НИИ военного дела НОАК. В 1977—1980 годах возглавлял Комитет по подготовке войск Центрального военного совета КНР. С 1980 года вошёл в редколлегию «Большой китайской энциклопедии», координировал работу над томами, посвящёнными военному делу, сам написал ряд статей.
Сун Шилунь был делегатом ВСНП 4-го и 5-го созывов, членом Государственного комитета обороны 1-го, 2-го и 3-го созывов, на 12-м и 13-м съездах КПК избирался в Комиссию советников при ЦК КПК.